# Oropallene dimorpha
Oropallene dimorpha is een zeespin uit de familie Callipallenidae. De soort behoort tot het geslacht Oropallene. Oropallene dimorpha werd in 1898 voor het eerst wetenschappelijk beschreven door Hoek. 